# Stor hural
Stor hural (tuvinska Тыва Республиканың Дээди Хуралы, Tyva Respublikanyng Deedi Huraly; ryska Верховный Хурал (парламент) Республики Тыва, Verhovnij Hural (parlament) Respubliki Tyva) är den lagstiftande organ i Rysslands federalsubjekt Tuva. Den består av 32 ledamöter.
Parlamentariskt arbete sker i åtta kommittéer.
Det finns också en ungdomsparlament som består av 26 ordinarie plus fyra ersättare.
Det senaste valet hölls den 8 september 2019. Av alla ledamöter väljs 16 från enmansvalkretsar..